# Myszyniec

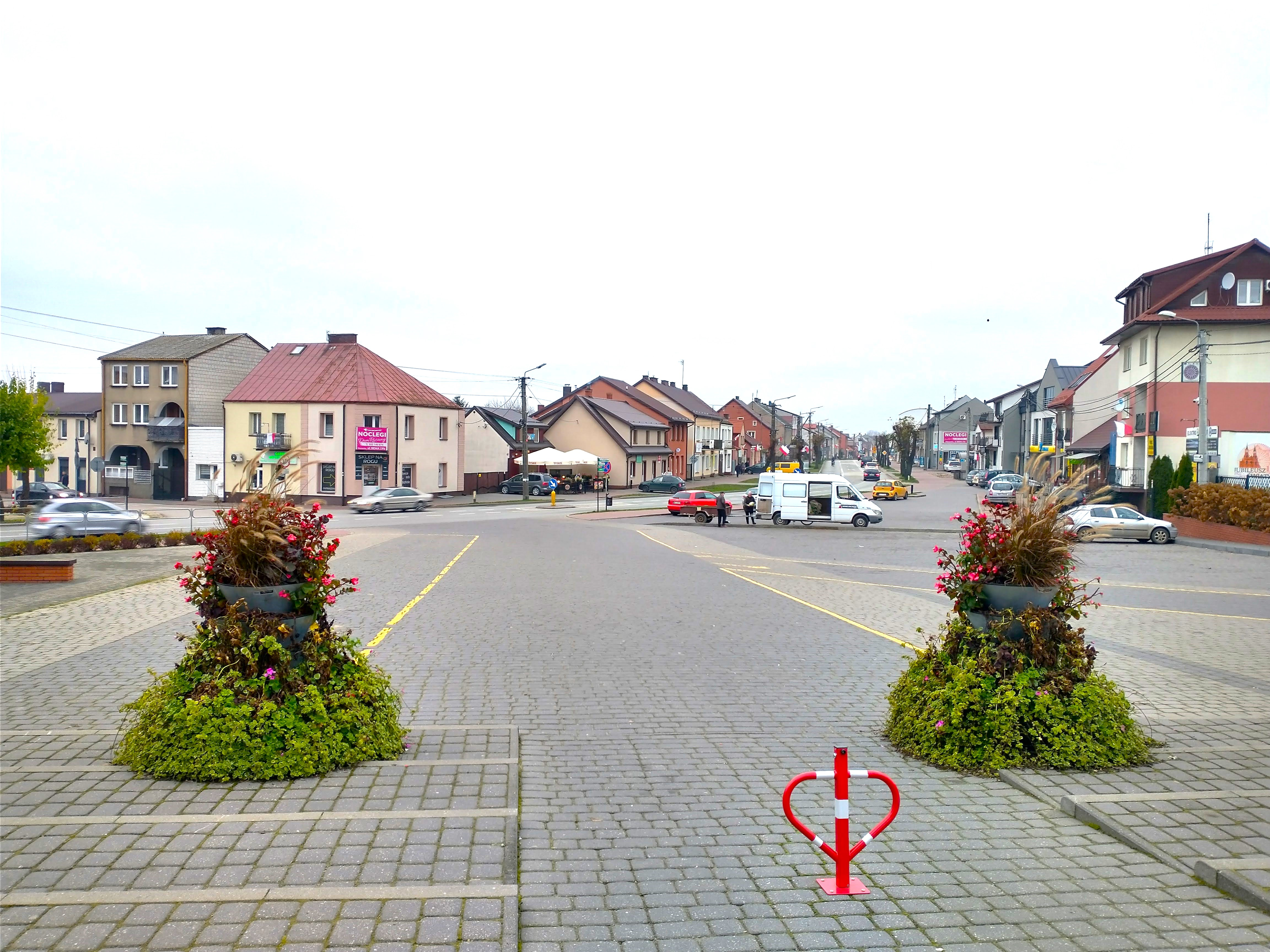
Centrum miasta

Myszyniec – miasto w Polsce, w województwie mazowieckim, w powiecie ostrołęckim. Leży nad Rozogą. Siedziba gminy miejsko-wiejskiej Myszyniec.
Miasto leży na Mazowszu, w historycznej ziemi łomżyńskiej. Myszyniec uzyskał lokację miejską około 1798 roku, zdegradowany został 1 czerwca 1869 roku, ponowne nadanie praw miejskich w 1993 roku. W latach 1975–1998 miejscowość administracyjnie należała do woj. ostrołęckiego. Myszyniec przez wielu uznawany jest za stolicę Kurpi.

## Historia
- 1651 – osada założona przez jezuitów, którym król Jan Kazimierz na podstawie przywileju do „rządu duszami”[8] pozwolił wybudować kaplicę i przeciwdziałać rozwijającemu się w okolicy protestantyzmowi.
- 1708 – zniszczony w wyniku walk Kurpiów ze Szwedami podczas bitwy pod Kopańskim Mostem (22/23 stycznia 1708), na czele Kurpiów według legendy stał Stach Konwa[9].
- 1774 – połączenie dwóch osad, w wyniku czego powstaje Nowy Myszyniec.
- 1791 – nadanie praw miejskich[10].
- 9 marca 1863 – bitwa oddziałów kurpiowskich pod dowództwem Z. Padlewskiego z oddziałami armii rosyjskiej zakończona zwycięstwem Polaków.
- 1869 – odebranie praw miejskich Myszyńcowi, miejscowość stała się wówczas osadą miejską i największą miejscowością w powiecie ostrołęckim zaraz po Ostrołęce, stolicy powiatu[11].
- 1902 – powstanie Ochotniczej Straży Pożarnej[12].
- 1909–1922 – budowa kościoła pw. Św. Trójcy – proj. Adolf Schimmelpfennig.
- 1914 – ludność Myszyńca ucieka bądź zostaje zmuszona do ewakuacji przez Rosjan z powodu działań wojennych. Mieszkańcy wsi udali się wówczas do lewobrzeżnych od rzeki Narew gmin powiatu ostrołęckiego[13]
- 1914–1918 – w wyniku działań wojennych spłonęły 234 budynki, a jedynie 104 ocalały[13]
- 1920 – zwycięska dla strony polskiej bitwa pod Myszyńcem podczas wojny polsko-bolszewickiej.
- 1928 – powstanie Placówki Straży Granicznej II linii „Myszyniec”. Placówka była jednym z pięciu komisariatów podlegających pod obwód Straży Granicznej w Przasnyszu na pograniczu z Prusami Wschodnimi[11].
- 1939 – bitwa pod Myszyńcem podczas kampanii wrześniowej w wyniku agresji Niemiec na Polskę. Miejscowość została wówczas zaatakowana przez 1. Brygadę Kawalerii 3 Armii Wehrmachtu. Niemiecki meldunek służb tyłowych informował, że w walkach brały udział dwie polskie kompanie i część ludności cywilnej, która powróciła do miasta. Szczegółowe raporty z potyczki nie wspominają jednak o udziale polskich cywili. Jochen Böhler stwierdził, że w rzeczywistości wojska niemieckie zostały ostrzelane z broni maszynowej przez dwie polskie kompanie, które czekały na nich spędzając noc w lesie. Niemiecki 1. Pułk Kawalerii odpowiedział na atak ogniem z karabinów maszynowych z samochodu pancernego, co zmusiło polskie kompanie do wycofania się z Myszyńca. Na skutek tego starcia śmierć ponosiło 53 polskich żołnierzy i jeden niemiecki[14]. Polegli polscy żołnierzy zostali pochowani i upamiętnieni pomnikiem na cmentarzu w Myszyńcu[15].
- 24 stycznia 1945 – do miejscowości wkracza Armia Czerwona[11].
- 1972 – powstanie Regionalnego Centrum Kultury Kurpiowskiej im. ks. Władysława Skierkowskiego[16].
- 1993 – przywrócenie praw miejskich Myszyńcowi.
- 1999 – podniesienie świątyni w Myszyńcu do godności kolegiaty.
- 2013 – nadanie kościołowi pw. Św. Trójcy godności bazyliki mniejszej[potrzebny przypis].

## Demografia
Według Powszechnego Spisu Ludności z 1921 roku ówczesną osadę miejską zamieszkiwały 1 872 osoby: 934 było wyznania rzymskokatolickiego, 4 prawosławnego, 21 ewangelickiego a 912 mojżeszowego. Jednocześnie 1 151 mieszkańców zadeklarowało polską przynależność narodową, a 721 żydowską. Było tu 212 budynków mieszkalnych.

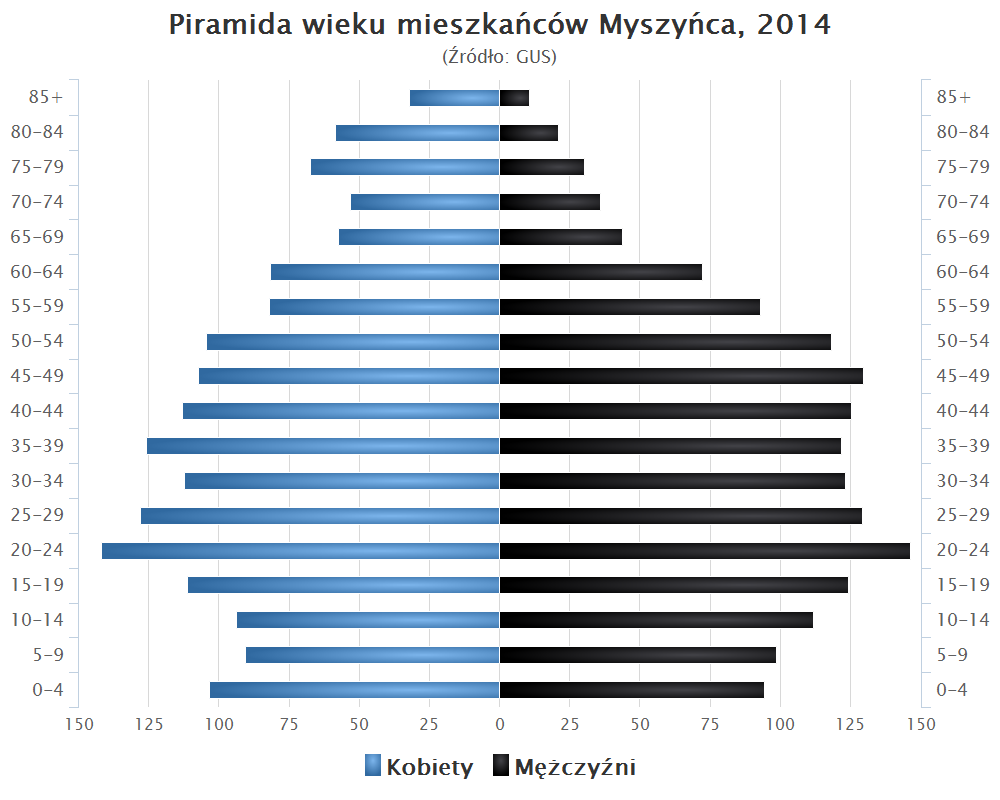
Piramida wieku mieszkańców Myszyńca w 2014 roku

## Polityka

### Poczet burmistrzów i wójtów
III Rzeczpospolita
1. Andrzej Niedźwiecki – I, II, III kadencja (1990–2002)
2. Bogdan Glinka – IV, V, VI, VII kadencja (2002–2018)
3. Elżbieta Abramczyk – VIII kadencja (2018–2023)
4. Sławomir Ceberek – IX kadencja (2024-2029)[potrzebny przypis]

## Transport
Myszyniec ma połączenia drogowe do innych miast poprzez przebiegające drogi:
- krajowe
  - 53 Olsztyn – Szczytno – Rozogi – Myszyniec – Kadzidło – Ostrołęka.
- wojewódzkie
  - 614 Chorzele – Myszyniec.
  - 645 Myszyniec – Łyse – Nowogród – Łomża.

W Myszyńcu była również wąskotorowa stacja kolejowa.

## Kultura
Największą i jednocześnie najstarszą imprezą odbywającą się w Myszyńcu jest Miodobranie Kurpiowskie. Impreza odbywa się co roku w ostatnią niedzielę sierpnia, a organizatorem jest Regionalne Centrum Kultury Kurpiowskiej im. ks. Władysława Skierkowskiego w Myszyńcu. Po raz pierwszy odbyła się w 1976 r. przy szkole podstawowej, w 1977 roku została przeniesiona na polanę w Zawodziu k. Myszyńca, a od 2015 roku Miodobranie odbywa się w Kurpiowskiej Krainie w miejscowości Wykrot. Na polanie w Zawodziu podczas 34 lat wystąpiło wiele znanych zespołów m.in. Big Cyc, Enej, Volver, Ewa Farna, Krzysztof Krawczyk, Raz, Dwa, Trzy, Red Lips, Czerwone Gitary. Od 2011 r. poprzedza ją Miodobraniowa Noc Kabaretowa odbywająca się w ostatnią sobotę sierpnia na scenie Regionalnego Centrum Kultury Kurpiowskiej, naprzeciwko Publicznego Gimnazjum. Miodobranie jest jedną z największych imprez północno-wschodniego Mazowsza, co roku bawi się na nim ok. 15 tys. ludzi.
Innymi imprezami, które odbywają się na terenie Myszyńca są również Noc Sobótkowa (w czerwcu) oraz Jarmark Kurpiowski czy Spotkania na Kopańskim Moście.
Przy RCKK w Myszyńcu działa siedem zespołów folklorystycznych, które promują kulturę i twórczość ludową. Są to:
- Zespół Folklorystyczny "Kurpiowszczyzna",
- Zespół Młodzieżowy "Kurpiaki",
- Zespół Senioralny "Kurpiowszczyzna Senior",
- Zespół Senioralny "Regionalny Myszyniec",
- Zespół Senioralny "Seniorzy Myszyniec",
- Zespół Senioralny "Łorginy",
- Zespół Senioralny "Wrzos".

## Media
2 grudnia 2012 r. w budynku Regionalnego Centrum Kultury Kurpiowskiej zostało otwarte zamiejscowe studio Radia Nadzieja nadającego na częstotliwości 103,6 MHz.

## Religia
Miejscowość jest siedzibą parafii Trójcy Przenajświętszej. W strukturze kościoła rzymskokatolickiego parafia należy do metropolii białostockiej, diecezji łomżyńskiej, dekanatu Myszyniec.

## Sport i rekreacja
W miejscowości działa, założony w 1995 roku, klub piłkarski ALDO Bartnik Myszyniec. W sezonie 2024/2025 klub ten występuje w ciechanowsko-ostrołęckiej A-klasie. Znajduje się tu Miejski Stadion Piłkarski, a także boisko tartanowe do gry w piłkę nożną, siatkową, koszykową oraz kort tenisowy (na terenie Publicznego Gimnazjum przy drodze krajowej nr 53).

## Galeria

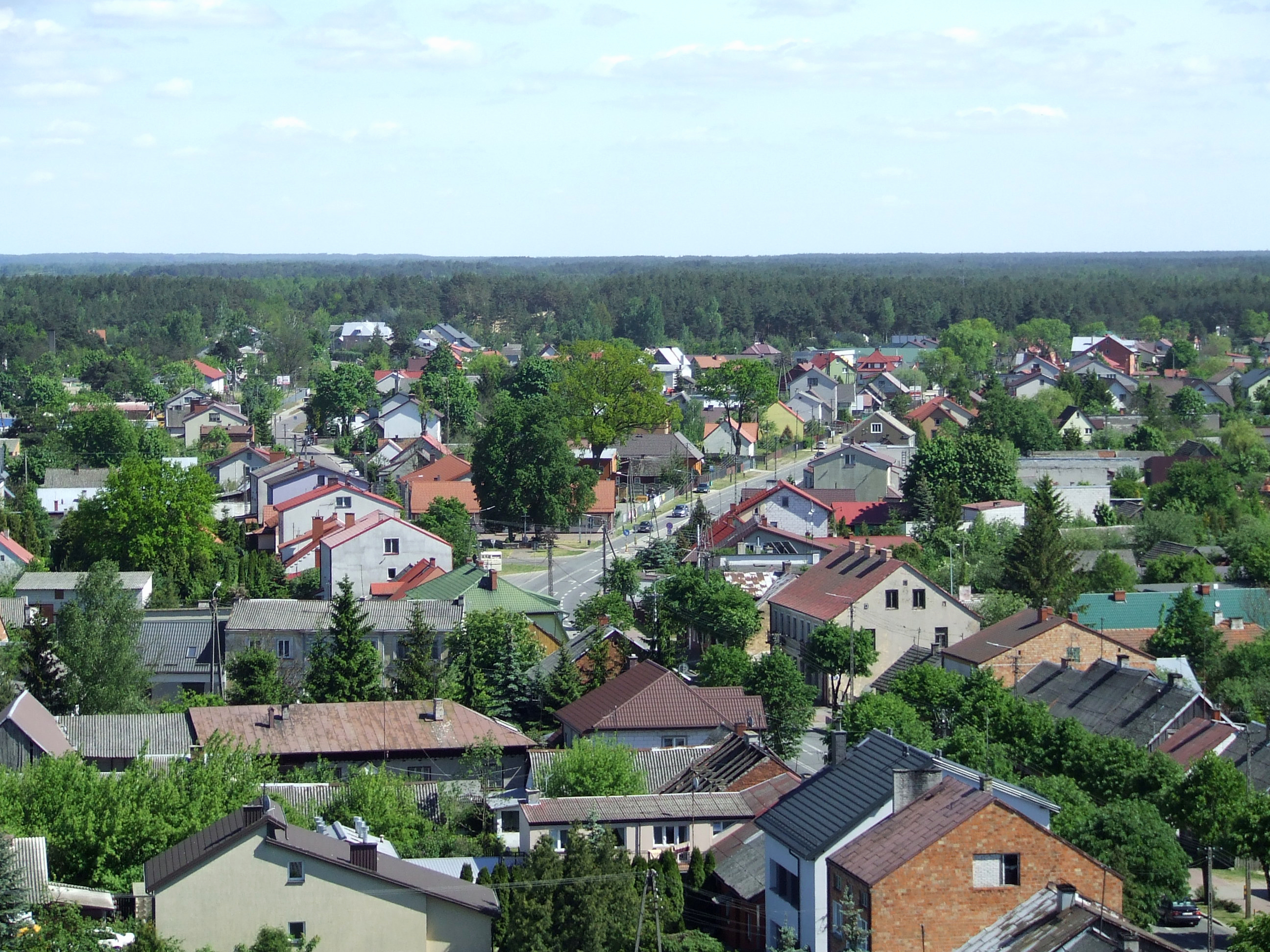
Widok na Myszyniec w kierunku południowo-wschodnim z wieży kościelnej
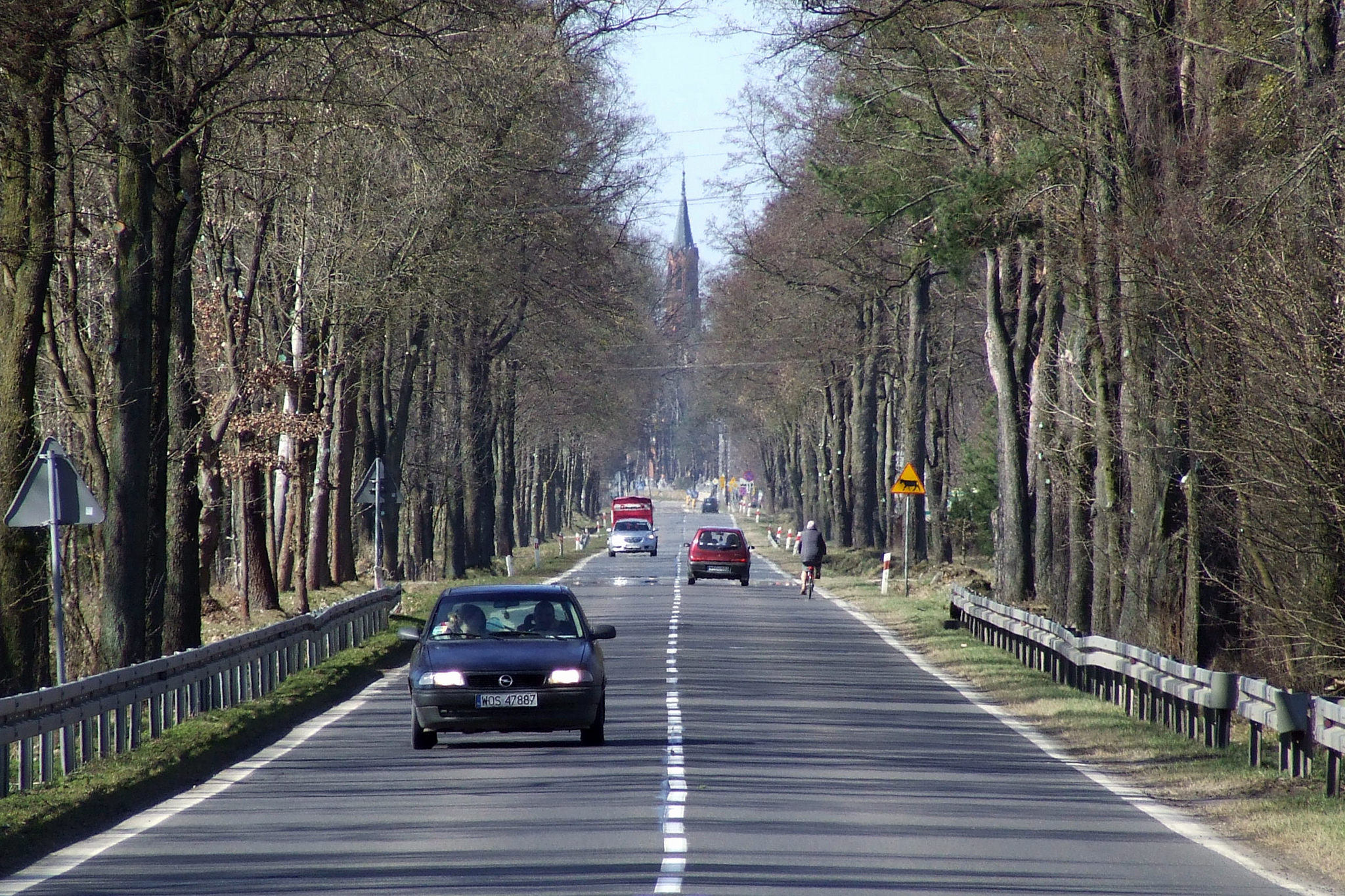
Droga wojewódzka nr 645 prowadząca do Myszyńca (widok od wschodu)
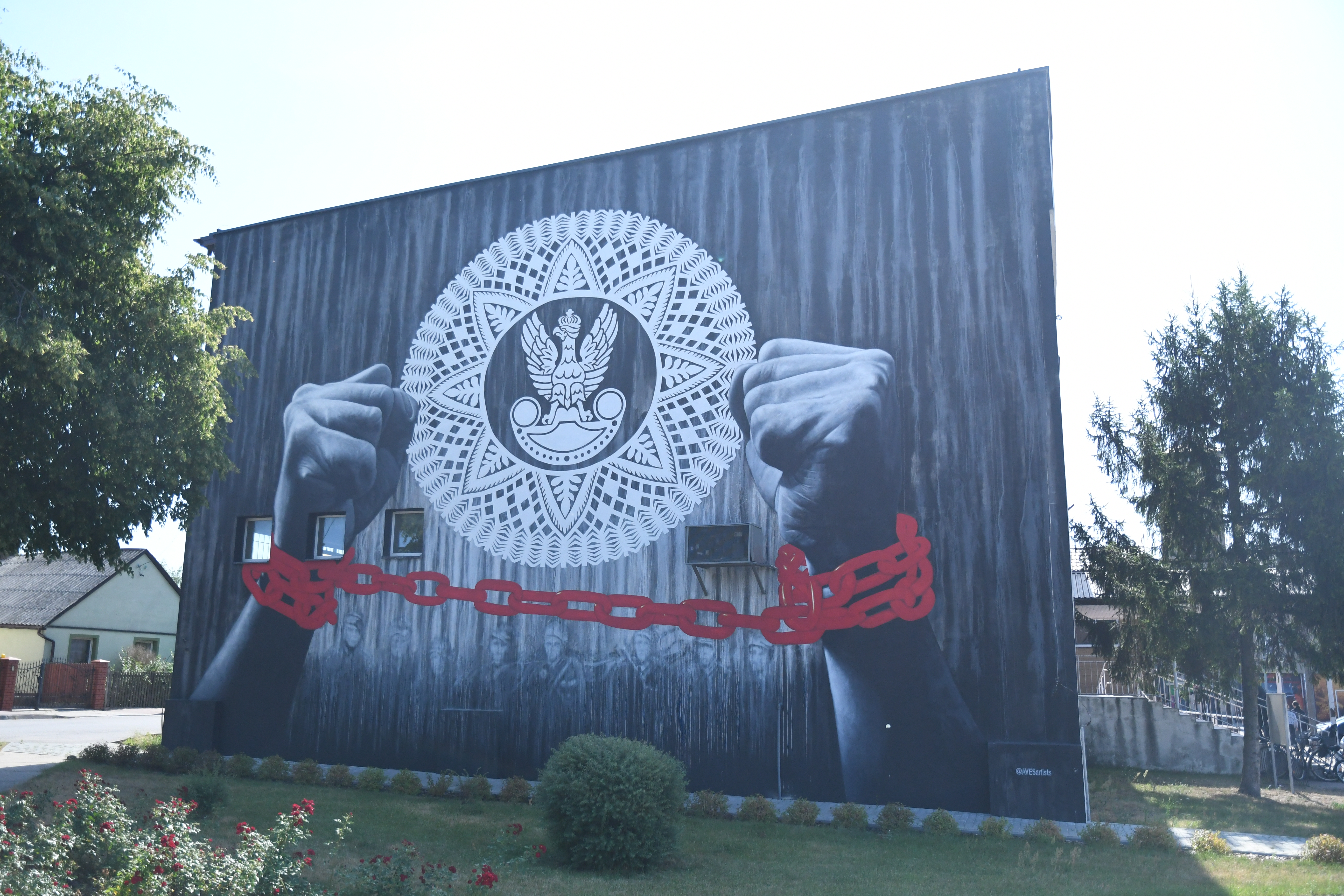
Mural Żołnierzy Wyklętych w Myszyńcu powstały w 2019 r.
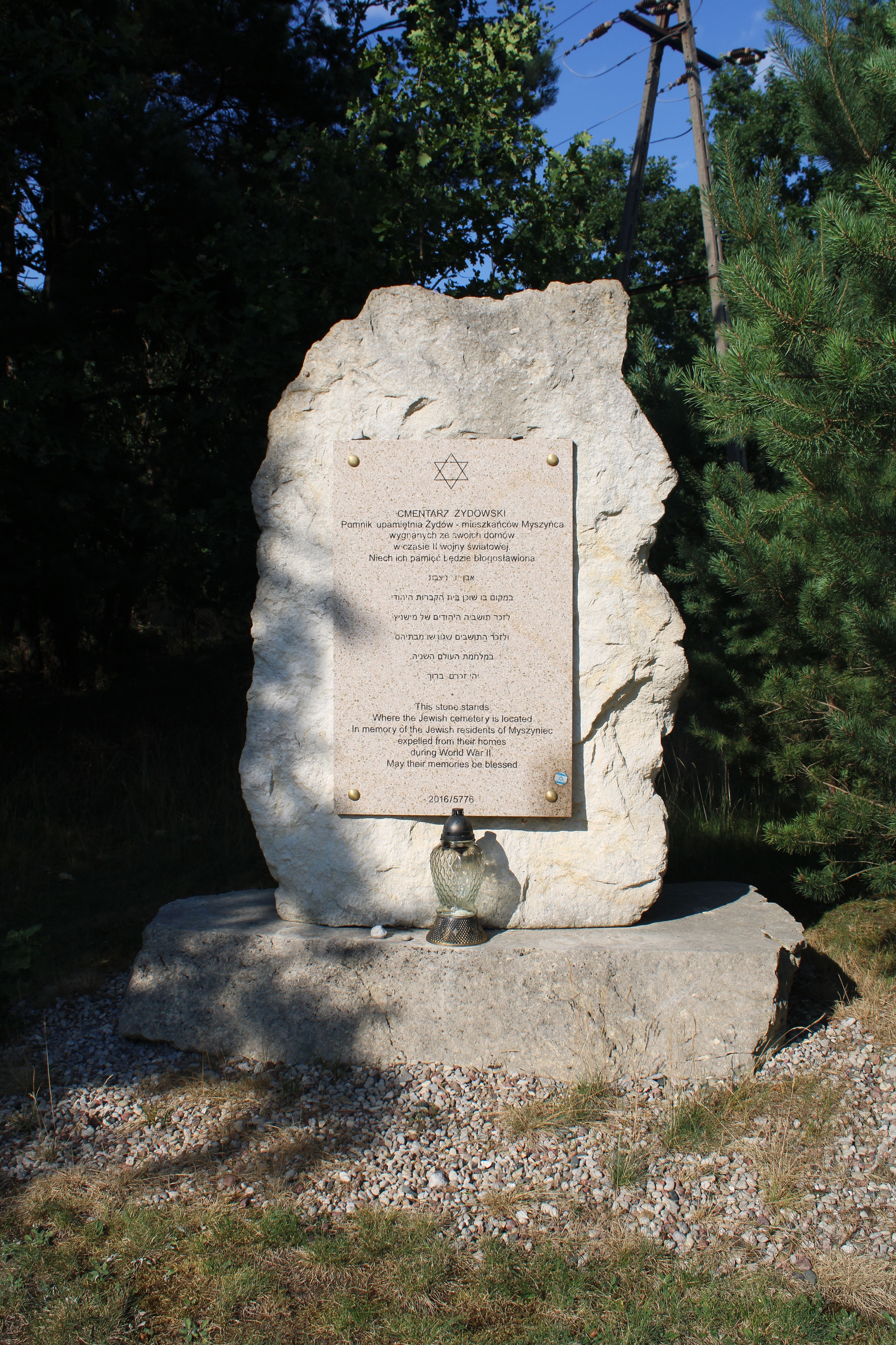
Pomnik wzniesiony w miejscu dawnego kirkutu przy ul. Kopański Most
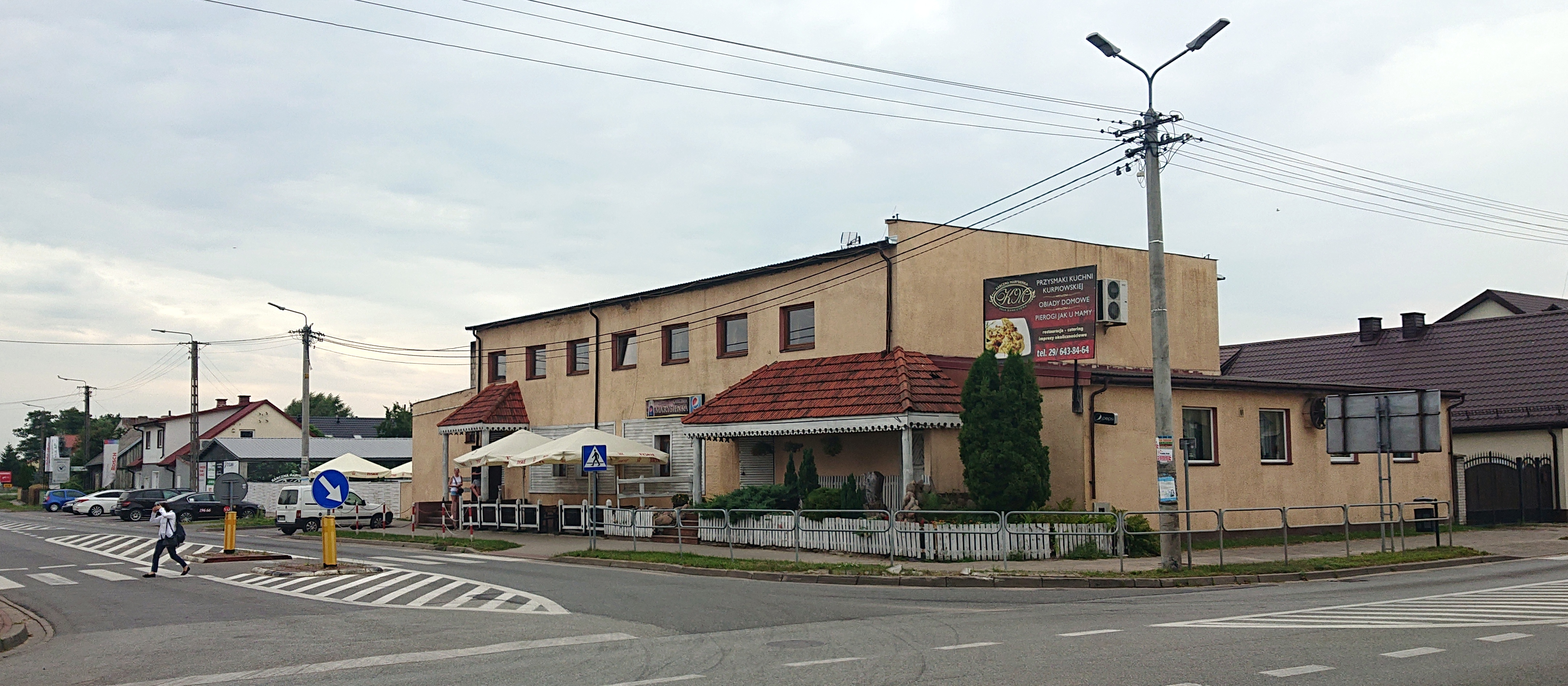
Karczma „Marysieńka” w miejscu, gdzie stała synagoga
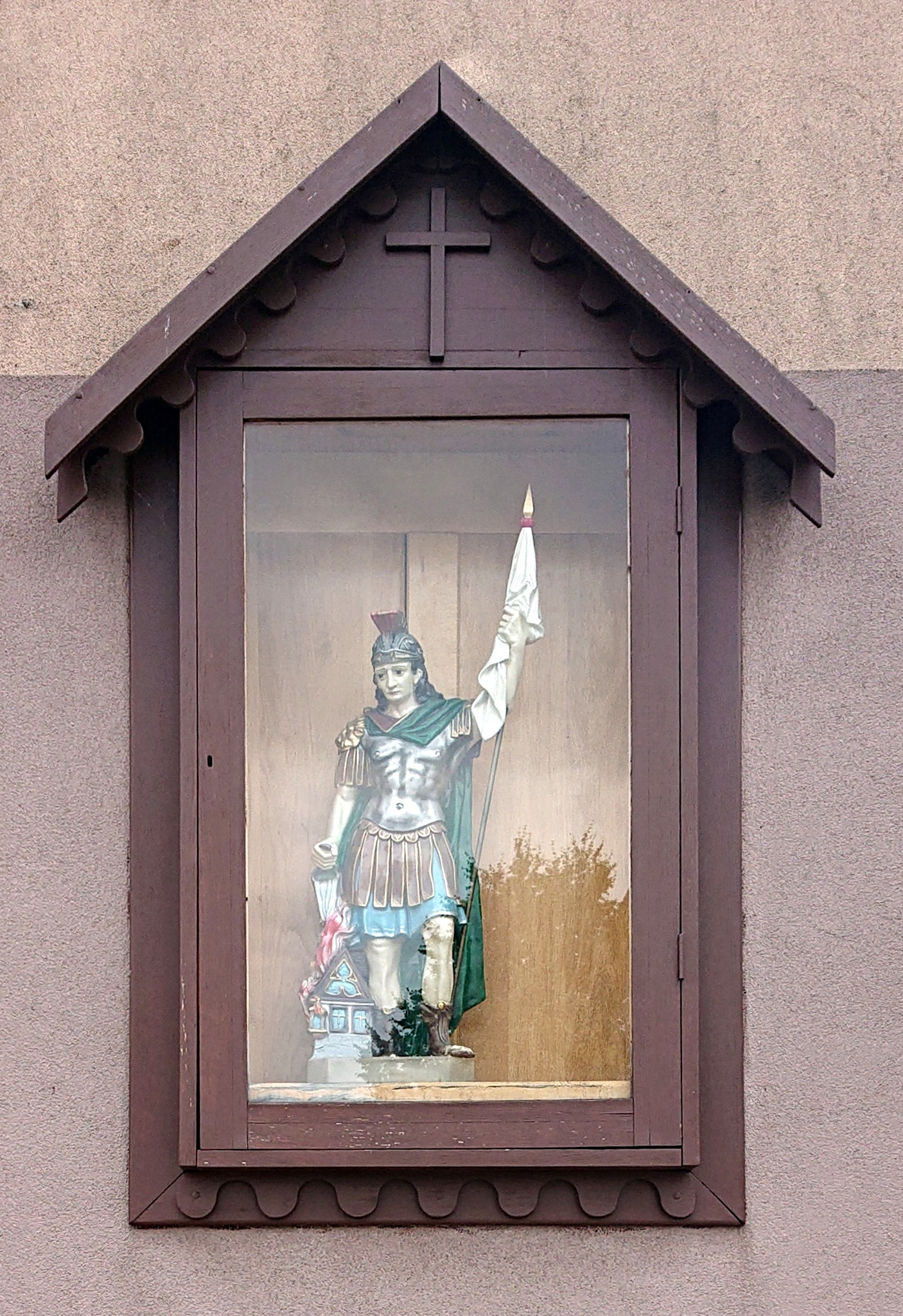
Kapliczka św. Floriana przy remizie OSP
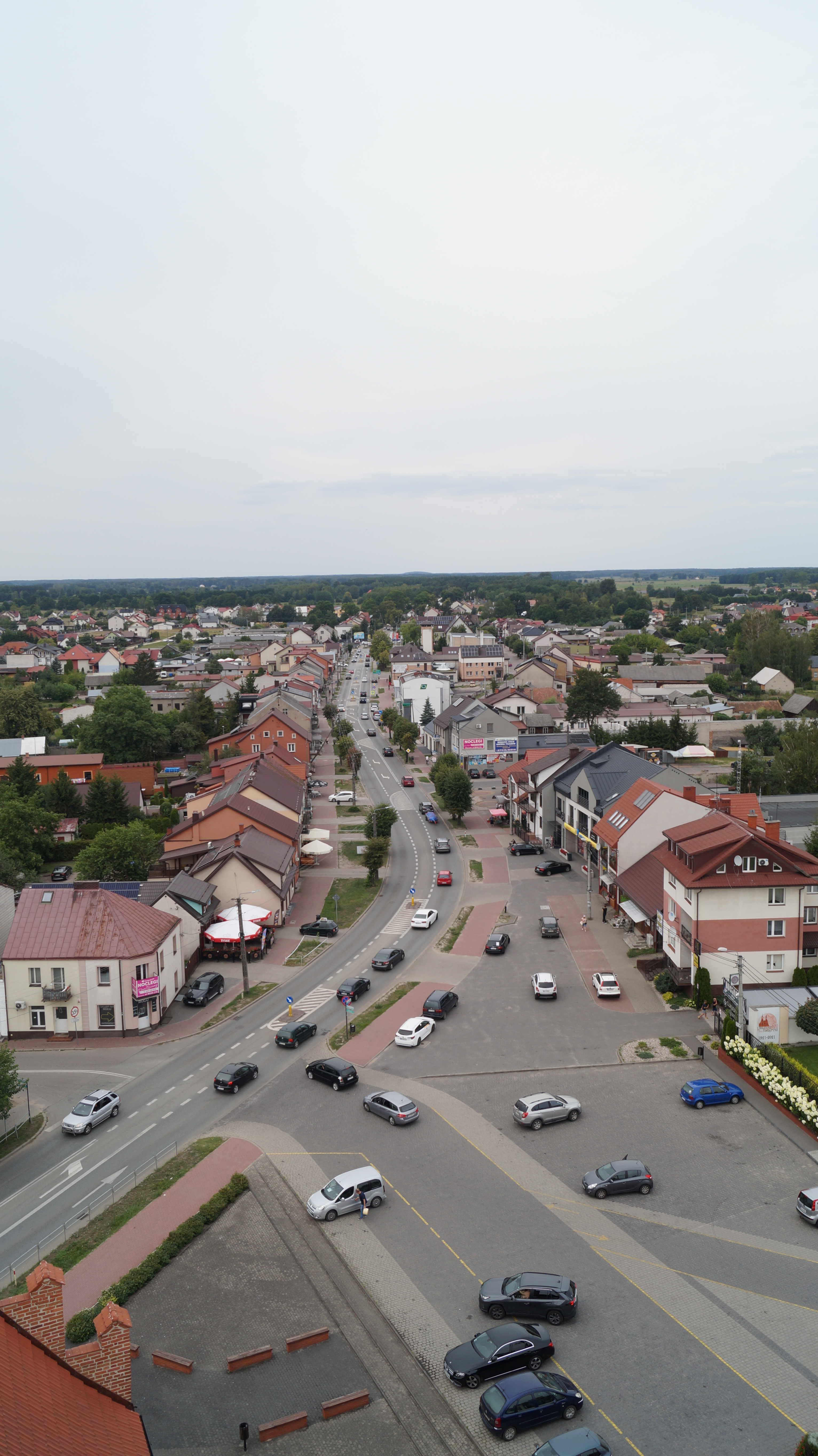
Widok na Myszyniec z wieży Bazyliki
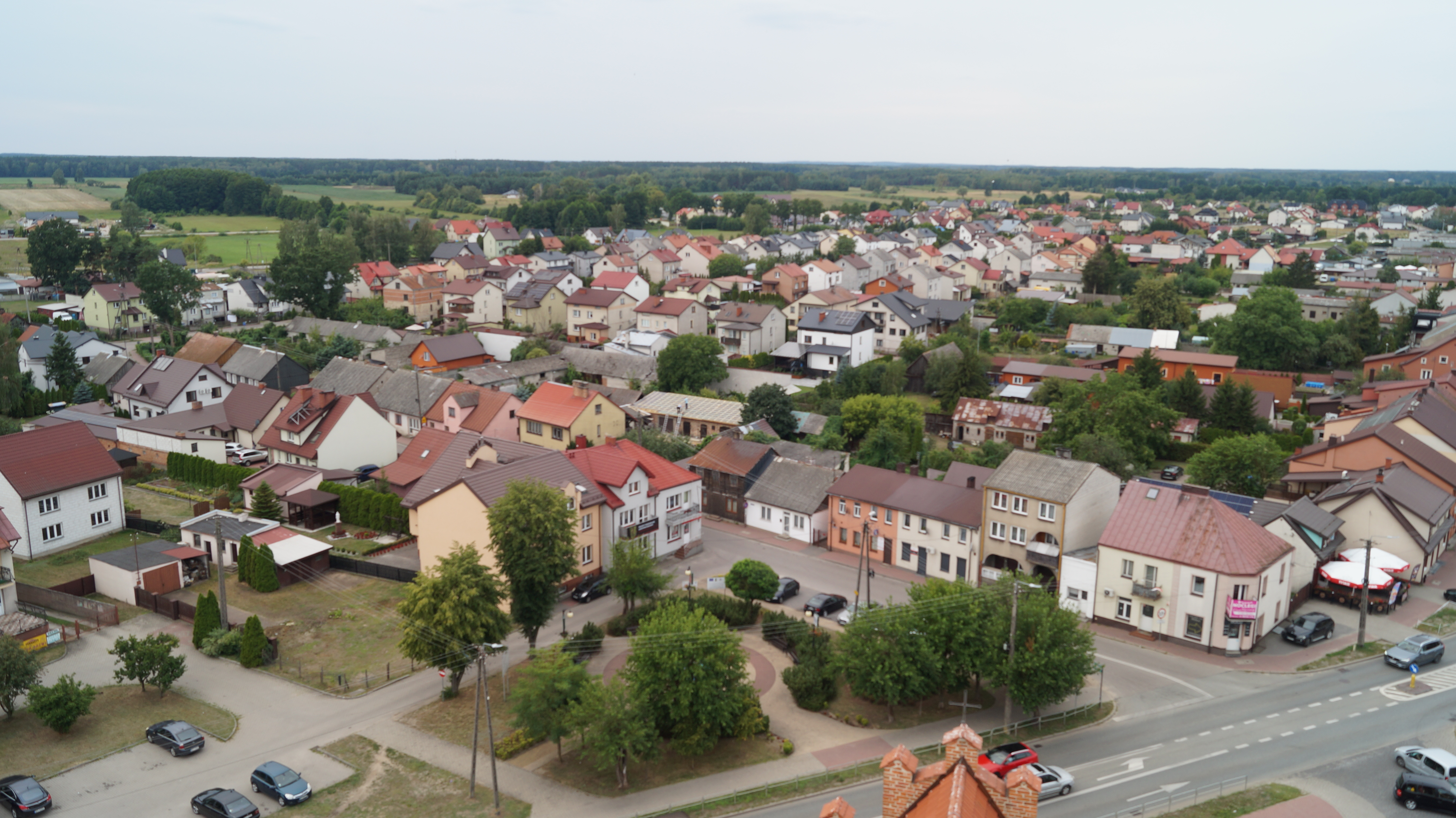
Widok na Myszyniec z wieży Bazyliki
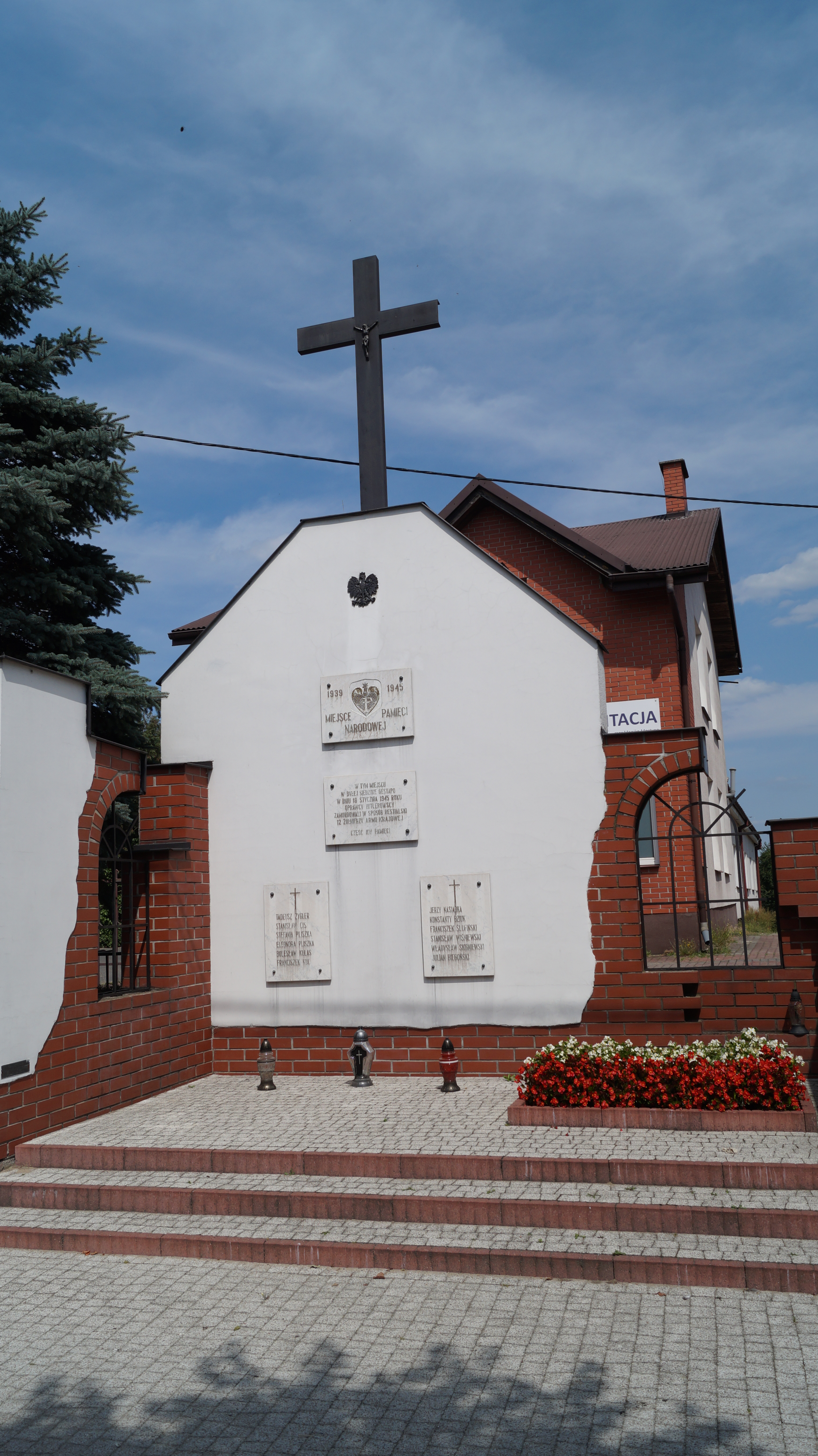
Pomnik pamięci pomordowanym żołnierzom AK
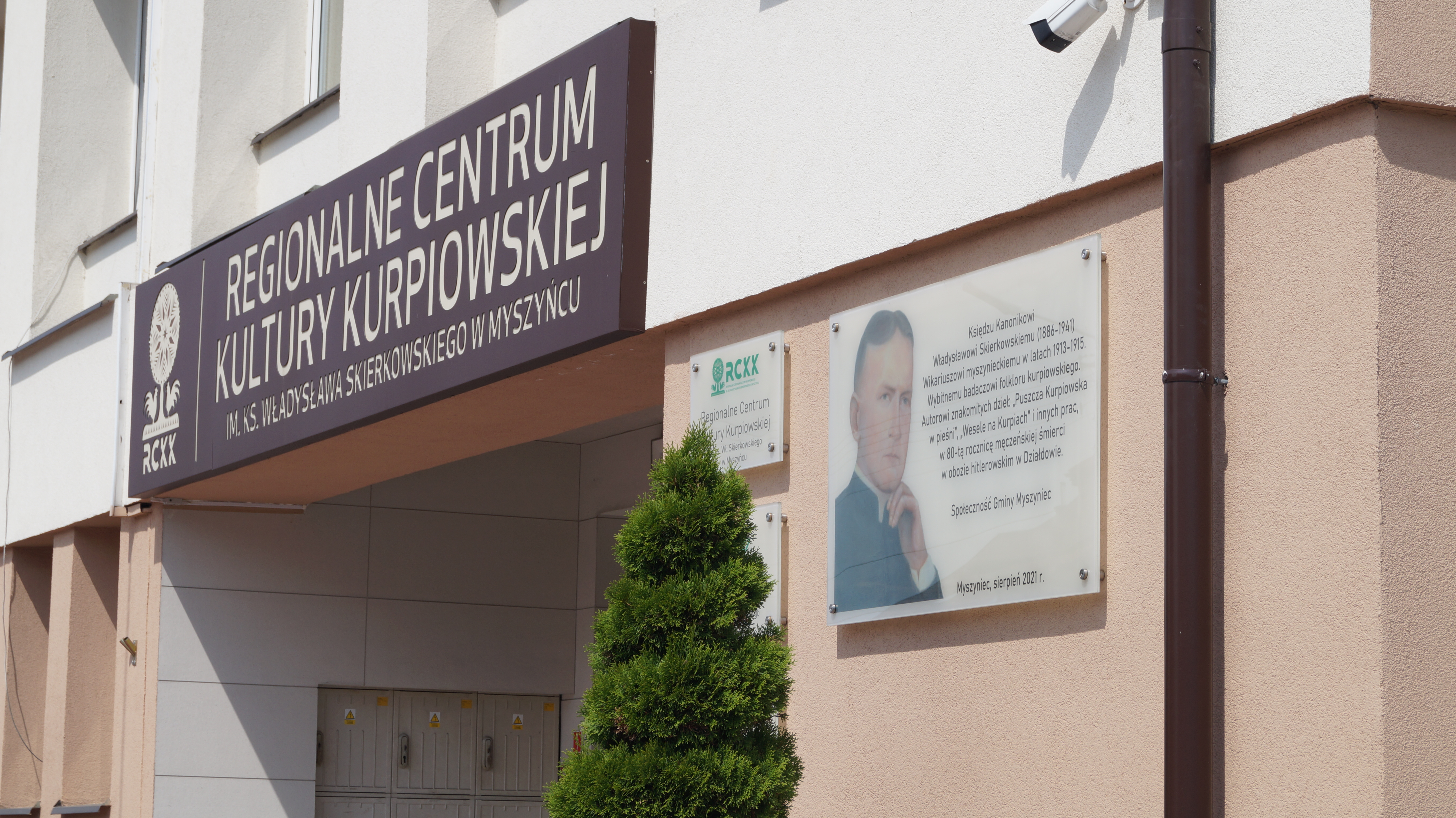
Regionalne Centrum Kultury Kurpiowskiej im. ks. Wł. Skierkowskiego
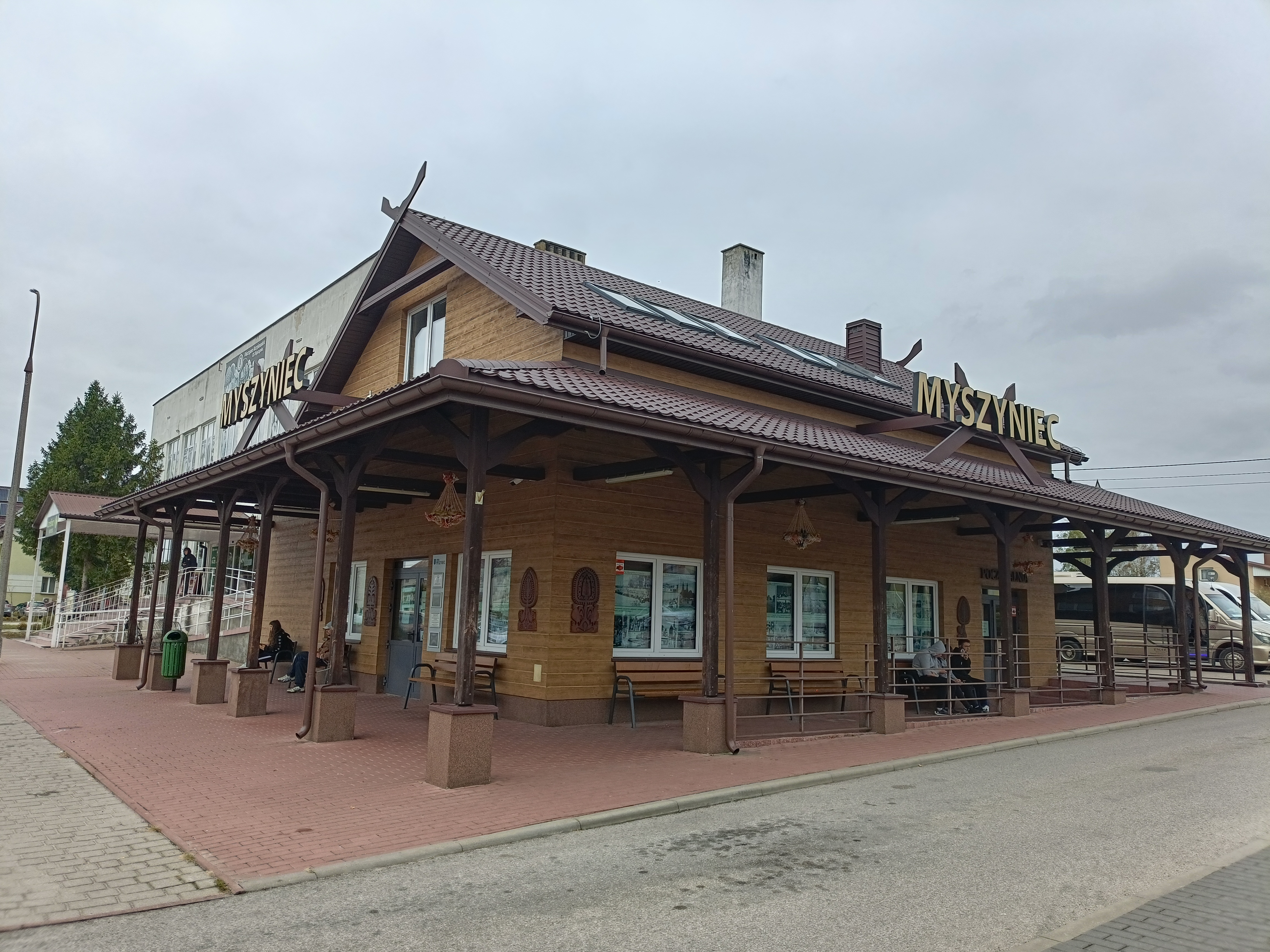
Dworzec autobusowy
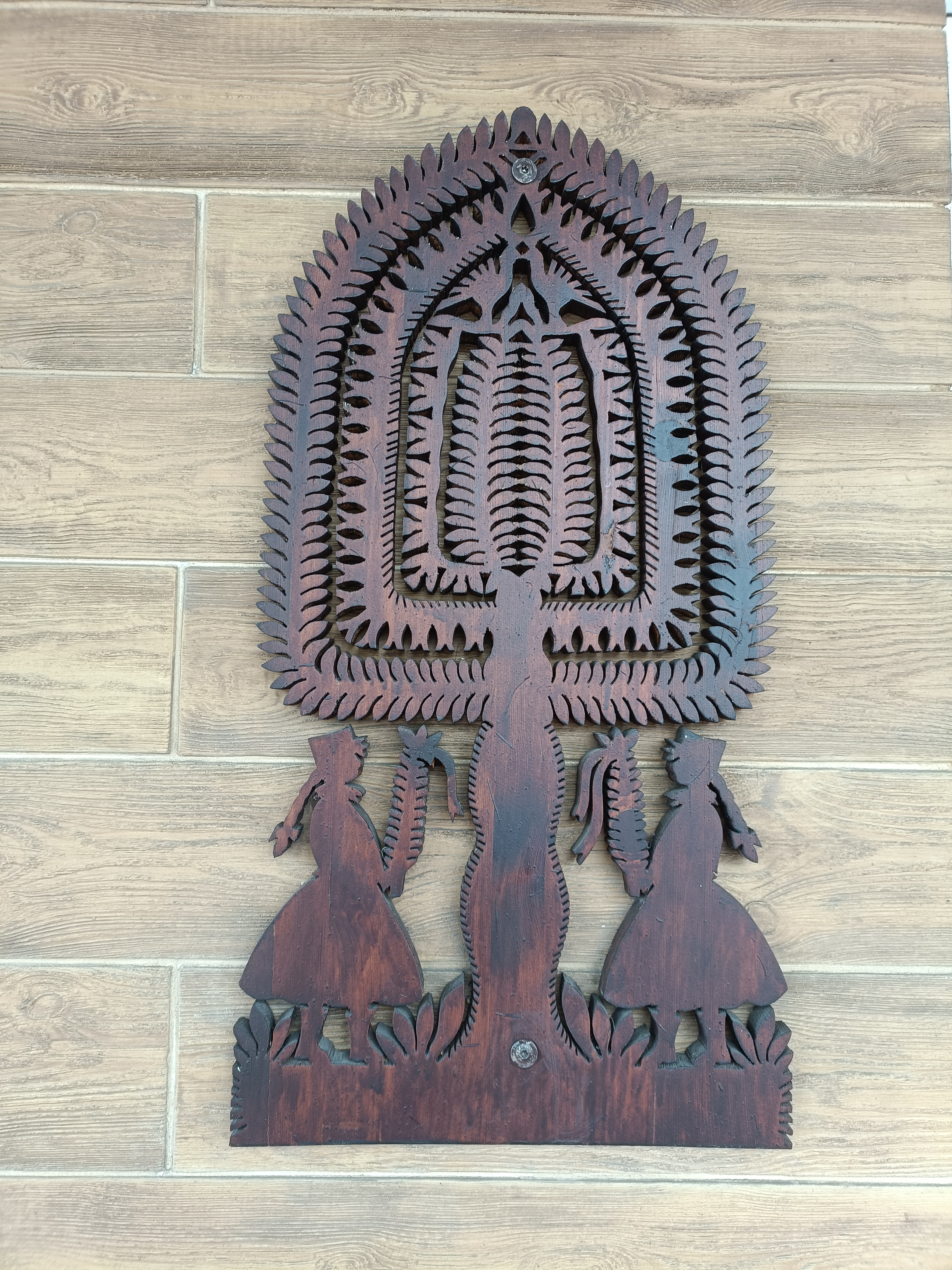
Wycinanka kurpiowska na dworcu autobusowym